# Clustervormig netpluimpje
Het clustervormig netpluimpje (Stemonitis marjana) is een soort slijmzwam. Het leeft saprotroof op verrot hout en schors van levende bomen. Het komt voor in naaldbos en gemengd bos.

## Kenmerken

### Uiterlijke kenmerken
Sporocarpen in groepjes, 2–3,5 mm hoog, zwart-bruin. De sporothecia zijn cilindrisch. De steel is zwart, glanzend en 1–1,5 mm lang, soms vezelig aan de basis. Hypothallus is vliezig, lichtbruin. Het peridium is vluchtig, laat soms een kraag achter aan de basis van de sporothecia.

### Microscopische kenmerken
Het columella is zwart, reikt bijna tot de top. Het capillitium is dik, vertakt en verbonden tot een inwendig netwerk en onregelmatig oppervlaktenet, met vrije uiteinden naar buiten gericht. De sporen zijn zwart in bulk en bruingrijs met doorvallend licht. De sporen zijn voorzien van een stekelig-netvormig en meten 7–9 μm in diameter.

## Verspreiding
Het clustervormig netpluimpje komt in Nederland zeer zeldzaam voor.